# Оклан
Окла́н — река в Пенжинском районе Камчатского края России. Является вторым по длине и площади бассейна притоком Пенжины (после Белой). Близ реки расположен посёлок Оклан-Ламутский.
Длина реки — 272 км, площадь бассейна 12600 км². Среднемноголетний расход воды в устье 138 м³/с (объём стока 4,355 км³/год).
Берёт исток с западных склонов горы Столовая (Ичигемский хребет). Оклан протекает в зоне прерывистого распространения вечной мерзлоты. В низовье выходит на заболоченную равнину, где русло разбивается на несколько рукавов. Впадает в Пенжину справа в 97 км от её устья. По берегам реки растёт ива и тополь.
Питание реки в основном снеговое. Оклан начинает замерзать в середине октября и окончательно сковывается льдом в конце месяца. Толщина льда достигает 70 см, в отдельные годы до 1 м. Вскрывается во второй половине мая, лёд полностью сходит к концу месяца. На половодье приходится около 80 % годового водного стока. Всё лето продолжается таяние образовавшихся зимой наледей.
Название в переводе с корякского Ыӄлан — «студёный путь». В конце 17 века на реке был основан Акланский острог.

## Притоки
Объекты перечислены по порядку от устья к истоку.
- 126 км: Бол. Чалбугчан
- 129 км: ручьи Юлговаам (Ивылвеем), руч. Горбатый
- 150 км: Прав. Мургали
- 155 км: Нилвихинкуюл
- 163 км: река без названия
- 179 км: Нухен
- 189 км: Конгуассен
- 198 км: река без названия
- 205 км: Хайоклан
- 212 км: Средний
- 216 км: Синяя
- 221 км: Мал. Оклан
- 222 км: Тузовка
- 227 км: Весёлый
- 234 км: Кувшиновка
- 238 км: Большой
- 251 км: Звёздочка
- 252 км: река без названия